# Knife Party
Knife Party é uma dupla australiana de música eletrônica composta por Rob Swire e Gareth McGrillen, ambos membros da banda de drum & bass, Pendulum.
A dupla trabalhou com artistas como Swedish House Mafia, Steve Aoki, MistaJam, Tom Staar, Pegboard Nerds e Tom Morello.

## 2010: Origem
Rob Swire e Gareth McGrillen se conheceram em 2002 e, desde então, tocaram em várias bandas e projetos musicais. Eles, juntamente com Paul Harding, formaram a banda Pendulum. A dupla começou o Knife Party em 2010 como um projeto paralelo ao Pendulum. Em 2012 os membros anunciaram em várias entrevistas e no Twitter de que o projeto paralelo não está ligado de qualquer forma a antiga banda de Drum and bass e sendo composto de novos gêneros de musica electronica, tratando-se agora do principal trabalho da dupla.

## 2011-2012: 100% No Modern Talking e Rage Valley
O primeiro EP 100% No Modern Talking, foi lançado digitalmente pela Warner Bros. Records em 12 de dezembro de 2011. O EP originalmente apresentava "Back to the Z-List", mas foi substituído por "Destroy Them with Lazers" como o A dupla decidiu abandonar a antiga faixa. O título do EP refere-se à falta de "Modern Talking", uma tabela de ondas no sintetizador de software NI Massive, comumente usada para criar linhas de baixo "falantes". O EP foi marcado pelo sucesso estrondoso da faixa "Internet Friends"
Seu segundo EP, Rage Valley, foi lançado digitalmente através de EarStorm e Big Beat. Foi disponibilizado para compra no Beatport e iTunes em 27 de maio de 2012.
A música "Bonfire", lançada neste EP, foi apresentada em um episódio da AMC na quinta temporada de Breaking Bad e no videogame WWE 2K15 (este último apresenta a versão instrumental em sua trilha sonora oficial). O EP também foi a primeira entrada do Knife Party na Billboard 200, chegando a 75.

## 2013-2014: Haunted House e Abandon Ship
Seu terceiro EP, Haunted House, foi lançado em 6 de maio de 2013 digitalmente. O EP vazou em 29 de abril de 2013 e foi carregado oficialmente em 5 de maio de 2013. O EP entrou na lista dos 10 melhores álbuns do iTunes e atingiu o pico em 3. Ele também alcançou o número 1 do álbum Electro House no Beatport. O EP também foi a primeira entrada do Top 40 do Knife Party na Billboard 200, chegando a 37.
Em maio de 2014, Rob Swire afirmou que o álbum de estreia do Knife Party estava quase completo e que eles estavam em seus estágios finais de terminá-lo. Em junho foi anunciado que o álbum seria intitulado Abandon Ship.
"Resistance", o primeiro single do álbum, foi lançado em 25 de agosto de 2014. O álbum estava programado para ser lançado em 24 de novembro de 2014. O segundo single promocional, "Begin Again", foi lançado em 22 de setembro de 2014 e a música entrou no UK Singles Gráfico no número 183.
Em 7 de novembro de 2014, o iTunes acidentalmente lançou o Abandon Ship antes da data oficial de lançamento o que levou a dupla a lançar o álbum mais cedo em todas as plataformas.

## 2015–2016: Trigger Warning e Battle Sirens
As evidências de um possível novo EP se tornaram conhecidas durante sua apresentação no Ultra Music Festival de2015, onde estreou três novas faixas: Parliament Funk, PLUR Police e Kraken.
No dia 13 de novembro, o Knife Party twittou em sua página oficial no Twitter que lançaria o EP em 20 de novembro de 2015.
No Kingsday Festival 2015, estreou uma nova colaboração do guitarrista Tom Morello, do Rage Against the Machine. Durante o Ultra Music Festival 2016, o Knife Party encerrou o festival e trouxe o guitarrista para executar uma versão ao vivo da colaboração. A faixa foi posteriormente anunciada para ser intitulada "Battle Sirens" e lançada em todo o mundo em 9 de setembro de 2016. Remixes oficiais de Brillz e Ephwurd foram lançados logo depois, além de uma versão ao vivo da performance do Ultra. O original e os remixes foram lançados juntos em um lançamento do EP em 2 de dezembro de 2016.

## 2019-presente: Lost Souls
Em 17 de abril de 2019, o Knife Party tocou uma nova faixa em seu podcast, a música "Ghost Train" do estilo Tech House. A lista de faixas do EP "Lost Souls" incluía "No Saint", "Lost Souls", "Death & Desire" (feat. Harrison) e "Ghost Train" e foi lançado em 19 de julho. O EP estreou no número 7 na Billboard Dance / vendas de álbuns eletrônicos em agosto. A música "Death & Desire" estreou no número 35 da parada Dance / Mix Show Airplay da Billboard em 14 de dezembro. Além de 4 faixas, o remix de Muzzy de Ghost Train, o remix de Laidback Luke de Death & Desire e o remix de Lost Souls de Annix foram liberado.

## Discografia

### Albums

#### Albums de Estúdio
| Titulo       | Detalhes                                                                                                | Posições         | Posições                             | Posições            | Posições          | Posições                          |
| Titulo       | Detalhes                                                                                                | ARIA Charts\|AUS | Official New Zealand Music Chart\|NZ | UK Albums Chart\|UK | Billboard 200\|US | Dance/Electronic Albums\|US Dance |
| ------------ | --- | ---------------- | ------------------------------------ | ------------------- | ----------------- | --------------------------------- |
| Abandon Ship | - Lançamento: 24 November 2014 - Gravadora: Big Beat Records, Earstorm - Formatos: Download digital, CD | 20               | 30                                   | 39                  | 54                | 2                                 |

### EP
| Titulo                 | Detalhes                                                                                    | Posições         | Posições               | Posições                   | Posições            | Posições          | Posições                          |
| Titulo                 | Detalhes                                                                                    | ARIA Charts\|AUS | Ö3 Austria Top 40\|AUT | Canadian Albums Chart\|CAN | UK Albums Chart\|UK | Billboard 200\|US | Dance/Electronic Albums\|US Dance |
| ---------------------- | ------------------------------------------------------------------------------------------- | ---------------- | ---------------------- | -------------------------- | ------------------- | ----------------- | --------------------------------- |
| 100% No Modern Talking | - Lançamento: 12 Dezembro 2011 - Gravadora: Earstorm - Formatos: Download digital           | 31               | —                      | ―                          | —                   | ―                 | 21                                |
| Rage Valley            | - Lançamento: 27 Maio 2012 - Gravadora: Earstorm, Big Beat - Formatos: Download digital     | 95               | —                      | ―                          | 71                  | 75                | 3                                 |
| Haunted House          | - Lançamento: 6 Maio 2013 - Gravadora: Earstorm, Big Beat - Formatos: Download digital      | 77               | 44                     | 17                         | —                   | 37                | 1                                 |
| Trigger Warning        | - Lançamento: 20 Novembro 2015 - Gravadora: Earstorm, Big Beat - Formatos: Download digital | —                | —                      | —                          | —                   | —                 | ―                                 |
| Lost Souls             | - Lançamento: 19 Julho 2019 - Gravadora: Earstorm, Big Beat - Formatos: Download digital    | —                | —                      | —                          | —                   | —                 | 7                                 |
|                        |                                                                                             |                  |                        |                            |                     |                   |                                   |

### Faixas
| Titulo                               | Ano  | Posições         | Posições               | Posições      | Posições                         | Posições                | Posições        | Posições               | Posições             | Posições            | Posições                         | Certificado de gravações                                                                                | Album                  |
| Titulo                               | Ano  | ARIA Charts\|AUS | Ö3 Austria Top 40\|AUT | Ultratop\|BEL | The Official Finnish Charts\|FIN | Irish Faixas Chart\|IRL | MegaCharts\|NLD | Sverigetopplistan\|SWE | Swiss Hitparade\|SWI | UK Faixas Chart\|UK | Dance/Electronic Songs\|US Dance | Certificado de gravações                                                                                | Album                  |
| ------------------------------------ | ---- | ---------------- | ---------------------- | ------------- | -------------------------------- | ----------------------- | --------------- | ---------------------- | -------------------- | ------------------- | -------------------------------- | --- | ---------------------- |
| "Internet Friends"                   | 2011 | ―                | ―                      | 106           | ―                                | ―                       | ―               | ―                      | ―                    | 83                  | 37                               | | 100% No Modern Talking |
| "Antidote" (com Swedish House Mafia) | 2011 | 100              | 30                     | 35            | 13                               | 39                      | 49              | 17                     | 70                   | 4                   | ―                                | - Swedish Recording Industry Association\|GLF: 3× Platinum - British Phonographic Industry\|BPI: Silver | Until Now              |
| "Rage Valley"                        | 2012 | ―                | ―                      | ―             | ―                                | ―                       | ―               | ―                      | ―                    | ―                   | 43                               | | Rage Valley            |
| "Bonfire"                            | 2012 | 80               | ―                      | 96            | 18                               | ―                       | ―               | ―                      | ―                    | 45                  | 28                               | - BPI: Silver                                                                                           | Rage Valley            |
| "Centipede"                          | 2012 | 82               | —                      | —             | —                                | —                       | —               | —                      | —                    | 86                  | 47                               | | Rage Valley            |
| "Power Glove"                        | 2013 | ―                | —                      | —             | —                                | —                       | —               | —                      | —                    | 43                  | ―                                | | Haunted House          |
| "LRAD"                               | 2013 | ―                | —                      | 116           | —                                | —                       | —               | —                      | —                    | ―                   | 50                               | | Haunted House          |
| "Resistance"                         | 2014 | —                | —                      | —             | —                                | —                       | —               | —                      | —                    | —                   | ―                                | | Abandon Ship           |
| "Begin Again"                        | 2014 | —                | —                      | —             | —                                | —                       | —               | —                      | —                    | —                   | ―                                | | Abandon Ship           |
| "Boss Mode"                          | 2014 | —                | —                      | —             | —                                | —                       | —               | —                      | —                    | —                   | 41                               | | Abandon Ship           |
| "PLUR Police"                        | 2015 | ―                | —                      | —             | —                                | —                       | —               | —                      | —                    | ―                   | 49                               | | Trigger Warning        |
| "Battle Sirens" (com Tom Morello)    | 2016 | —                | —                      | —             | —                                | —                       | —               | —                      | —                    | —                   | ―                                | | The Atlas Underground  |
| "Harpoon" (com Pegboard Nerds)       | 2018 | —                | —                      | —             | —                                | —                       | —               | —                      | —                    | —                   | ―                                | | Full Hearts            |
|                                      |      |                  |                        |               |                                  |                         |                 |                        |                      |                     |                                  | |                        |

### Remixes
| Titulo           | Ano  | Artistas originais  | Lançamento                   |
| ---------------- | ---- | ------------------- | ---------------------------- |
| "Save the World" | 2011 | Swedish House Mafia | Save the World (The Remixes) |
| "Unison"         | 2011 | Porter Robinson     | Spitfire                     |
| "Crush on You"   | 2011 | Nero                | "Crush on You"               |
| "Last Time"      | 2012 | Labrinth            | "Last Time"                  |
| "Blood Sugar"    | 2018 | Pendulum            | The Reworks                  |

### Produções
| Titulo | Ano  | Artista         | Lançado em   |
| ------ | ---- | --------------- | ------------ |
| "Apex" | 2012 | Foreign Beggars | The Uprising |